# Djana Mata
Djana Mata (13 augustus 1960) is een Albanees voormalig sportschutster, actief in de onderdelen 10 meter luchtpistool en 25 meter sportpistool. Ze nam tweemaal deel aan de Olympische Zomerspelen en behaalde hierbij geen medailles.

## Carrière
In 1981 eindigde Mata op de vierde plaats tijdens de 25m sportpistool op de Europese kampioenschappen in Podgorica. In 1982 en 1989 eindigde ze ook twee keer op de vijfde plaats op de Europese kampioenschappen. Op de wereldkampioenschappen was een vijfde plaats in 1985 haar beste resultaat. 
In 1996 kon Mata zich kwalificeren voor de Olympische Zomerspelen in Atlanta. In het onderdeel 25 meter sportpistool eindigde ze op de 20e plaats, op de 10 meter luchtpistool eindigde ze 38e. Ook vier jaar later nam Mata deel aan de Olympische Zomerspelen. In Sydney eindigde 11e op de 25 meter sportpistool, haar beste Olympisch resultaat. Op de 10 meter luchtpistool eindigde ze op de 21e plaats.

## Resultaten
| Jaar | Olympische Spelen                         | Wereldkampioenschappen                    | Europese kampioenschappen |
| ---- | ----------------------------------------- | ----------------------------------------- | ------------------------- |
| 1981 |                                           |                                           | 4e 25m sportpistool       |
| 1982 | geen deelname                             | geen deelname                             | 5e 25m sportpistool       |
| 1983 |                                           |                                           | 7e 25m sportpistool       |
| 1984 | geen deelname                             |                                           | geen deelname             |
| 1985 |                                           |                                           | geen deelname             |
| 1986 |                                           | 5e 25m sportpistool                       | geen deelname             |
| 1987 |                                           |                                           | geen deelname             |
| 1988 | geen deelname                             |                                           | geen deelname             |
| 1989 |                                           |                                           | 5e 25m sportpistool       |
| 1990 |                                           | geen deelname                             | geen deelname             |
| 1991 |                                           |                                           | geen deelname             |
| 1992 | geen deelname                             |                                           | geen deelname             |
| 1993 |                                           |                                           | geen deelname             |
| 1994 |                                           | 33e 25m sportpistool 74e 10m luchtpistool | geen deelname             |
| 1995 |                                           |                                           | 33e 25m sportpistool      |
| 1996 | 20e 25m sportpistool 38e 10m luchtpistool | '                                         | 15e 10m luchtpistool      |
| 1997 |                                           |                                           | geen deelname             |
| 1998 |                                           | 11e 25m sportpistool 17e 10m luchtpistool | geen deelname             |
| 1999 |                                           |                                           | 6e 25m sportpistool       |
| 2000 | 11e 25m sportpistool 21e 10m luchtpistool |                                           | geen deelname             |
| 2001 |                                           |                                           | 9e 10m luchtpistool       |
| 2002 |                                           | 13e 25m sportpistool                      | 27e 10m luchtpistool      |
| 2003 |                                           |                                           | geen deelname             |